# Тауфкирхен (Округ Милдорф ам Ин)
Тауфкирхен (њем. Taufkirchen) општина је у њемачкој савезној држави Баварска. Једно је од 31 општинског средишта округа Милдорф ам Ин. Према процјени из 2010. у општини је живјело 1.334 становника. Посједује регионалну шифру (AGS) 9183145.

## Географски и демографски подаци
Тауфкирхен се налази у савезној држави Баварска у округу Милдорф ам Ин. Општина се налази на надморској висини од 468 метара. Површина општине износи 25,3 km². У самом мјесту је, према процјени из 2010. године, живјело 1.334 становника. Просјечна густина становништва износи 53 становника/km².